# Le Cri du Margouillat
Le Cri Du Margouillat est un magazine de bande dessinée publié sur l'île de La Réunion, créé en 1986 par l'association Band' Décidée.

## Histoire
Le Cri du Margouillat a connu plusieurs évolutions.

### Le Cri du Margouillat (1986-2000)
La revue est fondée à Saint-Denis de la Réunion, par une quinzaine de lycéens et étudiants autour de Boby Antoir (qui en devient le rédacteur en chef) et de Michel Faure (premier dessinateur de BD professionnel installé à La Réunion). Le premier numéro sort en juillet 1986 – il est tiré à 5000 exemplaires – à l’occasion d’un salon du livre. On y trouve essentiellement des bandes dessinées, aussi bien en français qu'en créole, ainsi que du rédactionnel varié (rubriques pédagogiques, critiques musicales, feuilleton littéraire).  La revue est éditée par une association créée pour l’occasion, Band’Décidée, dont l’objet est de valoriser la lecture et la création de bandes dessinées à La Réunion.  Au fur et à mesure des années, l'équipe se professionnalise et plusieurs auteurs issus du Margouillat font une carrière en France métropolitaine (Téhem, Li-An, Serge Huo-Chao-Si, Appollo, Mad, etc). Le journal s'ouvre aussi à la sous-région, et accueille en son sein des auteurs malgaches (Pov, Anselme...), mauriciens (Laval NG) et mahorais (Vincent Liétard). La rencontre avec l'équipe du journal sud-africain Bitterkomix permet de nouveaux échanges entre la Réunion et l'Afrique du Sud (Joe Dog et Conrad Botes sont publiés dans le Margouillat, Huo-Chao-Si, Appollo ou Hobopok dans Bitterkomix).   À partir de 1993, un supplément dirigé par André Pangrani est encarté à l’intérieur de la revue, Le Marg, qui propose un regard décalé et acide sur l’actualité régionale et nationale. Un label d'édition, Centre du Monde, est créé et les premiers albums sont publiés, dont la série Tiburce, de Téhem, qui connait un succès retentissant à la Réunion. La première formule cesse en mai 2000 après 28 numéros.

### Le Margouillat (2000-2002)
Pendant deux années, Le Margouillat (dont André Pangrani devient le rédacteur en chef) succède au Cri du Margouillat, à un rythme de parution beaucoup plus rapide (il est mensuel). Cette nouvelle formule se rapproche de publications tel que Charlie Hebdo, et mélange pages de bandes dessinées et articles satiriques ou critiques sur l'actualité réunionnaise. En 2001, le journal participe activement à la création du festival de bande dessinée Cyclone BD, et attribue à chaque édition le Prix du Margouillat récompensant une œuvre parue dans l'année. La revue Le Margouillat cesse à son tour de paraître en janvier 2002 après 13 numéros auxquels il faut ajouter un hors-série engagé et gratuit contre la participation de Jean-Marie Le Pen au second tour de l'élection présidentielle de 2002.

### Centre du Monde (2003-2016)
Centre du Monde poursuit ses activités en éditant des ouvrages sur la BD dans l'océan Indien, des albums d'auteurs et des albums collectifs réunissant les auteurs anciens et nouveaux. Par ailleurs, l'association Band' Décidée, qui regroupe la quasi-totalité des auteurs de BD de la Réunion, multiplie les activités autour du dessin : mini-festivals, concerts dessinés, rencontres etc. Une nouvelle génération d'auteurs apparaît dans les années 2010 qui se retrouve dans le fanzine Alerte Rouge dirigé par Stéphane Bertaud.

### Le Cri du Margouillat, nouvelle formule (2016-)
En 2016, après une longue période d'hibernation, la revue est relancée avec un numéro 30 intitulé Spécial 30 ans, dont le rédacteur en chef est désormais Appollo, et mêle, sur 200 pages, les récits de jeunes auteurs à ceux des auteurs historiques de la revue.  Les numéros suivants seront annuels, le n°31 sort en octobre 2017, puis les numéros suivants en décembre de chaque année.
L'équipe de la revue participe chaque année au festival Rock à La Buse (dont elle assure les concerts dessinés) et à différentes manifestations autour de la bande dessinée, notamment le festival BDPI qu'elle a initié.

## Quelques collaborateurs du Margouillat
Anpa (André Pangrani, dit), Anselme, Appollo, Stéphane Bertaud, BGM, Boby, Conrad Botes, Emmanuel Brughera, Guillaume Clarisse, Guy Delisle, Joe Dog, Michel Faure, Flo, Goho, Hippolyte, Hobopok, Serge Huo-Chao-Si, Ronan Lancelot, Li-An, Grégoire Loyau, Mad, Charles Masson, Moniri, Mozesli, Laval NG, Pov, Séné, Tehem, Tolliam, Fabrice Urbatro, Maca Rosee, Bertrand Mandico.

## Prix du Margouillat
Le Prix du Margouillat, créé au début des années 1990 par l'équipe du Cri du Margouillat, est un prix de bande dessinée remis irrégulièrement notamment lors du festival Cyclone BD de Saint-Denis de la Réunion. Il a d'abord été remis au festival d'Angoulême de manière informelle (le prix se constituait d'une bouteille de rhum arrangé), puis de manière plus officielle sous la forme d'une statuette lors des différentes éditions de Cyclone BD. Le jury est composé des membres historiques du Cri du Margouillat et il arrive que certaines années, il ne soit pas remis, faute de consensus. Il récompense "le meilleur ouvrage de bande dessinée paru dans l'année".
Palmarès
- 1993 : Mademoiselle Sunnymoon, de Blutch
- 1994 : Lapinot et les Carottes de Patagonie, de Lewis Trondheim
- 1995 : L'Homme à la valise, de Daniel Goossens
- 1998 : Le Mur de Pan t.3,  de Philippe Mouchel
- 2001 : Isaac le Pirate[2] t.2, de Christophe Blain
- 2002 : Monsieur Ferraille[3], de Winshluss et Cizo
- 2003 : Nini Patalo[4] t.1, de Lisa Mandel
- 2005 : Notes pour une histoire de guerre[5], de Gipi
- 2007 : Aya de Yopougon[6] t.3, de Abouet et Oubrerie
- 2011 : Tu mourras moins bête[7], de Marion Montaigne